# Christophe Cazenove
Pour les articles homonymes, voir Cazenove.
Christophe Cazenove, dit Cazenove, est un scénariste de bandes dessinées français né le 16 juillet 1969 à Martigues. Scénariste pilier du catalogue des éditions Bamboo, il est surtout spécialisé dans la bande dessinée d'humour autour des métiers (gendarmes, pompiers, etc.), développée par cet éditeur. Il est également co-auteur de la série Les Sisters, de livres destinés à la jeunesse et de plusieurs séries animalières.

## Biographie
Dans sa jeunesse, Christophe Cazenove est fortement influencé par Achille Talon, de Greg, les comédiens Louis de Funès et Fernandel, ainsi que d'autres classiques comme Tintin, Spirou, Mickey. En 1982, voyant Jean-Claude Mézières expliquer sa démarche artistique à la télévision, il aspire à devenir de scénariste. Il passe un bac littéraire et envoie des projets aux éditeurs, d'abord sans succès. Pendant une douzaine d'années, il est employé au rayon surgelés d'un supermarché. Installé à Istres, il rencontre au début des années 2000 Olivier Sulpice, directeur des éditions Bamboo, à qui il soumet l'idée d'une série comique sur Nostradamus : Les Prédictions de Nostra, avec un dessin d'André Amouriq, est publiée à 10 000 exemplaires, puis arrêtée. À partir de 2002, Sulpice lui propose également de co-scénariser une série sur les gendarmes : à partir du volume cinq, ils écrivent ensemble Les gendarmes dont Jenfèvre assure le dessin. Sulpice et Cazenove scénarisent Les 1000 pattes, série d'humour sur les routiers dessinée aussi par Jenfèvre, abandonnée après le tome 1. À la demande de Sulpice, Cazenove écrit la série Les Pompiers depuis 2003 avec Stédo pour le dessin. Les Gendarmes et Les Pompiers remportent un succès public important. Cazenove quitte son emploi en supermarché pour devenir scénariste à temps complet. Son genre de prédilection est l'humour ainsi que les récits destinés à la jeunesse.
Toujours le registre comique, et avec Amouriq au dessin, Cazenove lance L'auto école en 2004 et en parallèle, Zone 51 dessiné par Olivier Wozniak. À partir de 2005, il co-écrit avec Arnaud Plumeri la série Basket dunk pour Mauricet. En 2006, il commence Casting Prod avec Bloz ainsi que Les Pétanqueurs avec Curd Ridel. En 2007, il entame Plan drague avec un dessin de Sulpice et Jytéry, Plan drague nouvelle génération où il retrouve Wozniak pour le dessin et Tam & Goshi, avec Patrick Larme. En 2008, il signe le scénario du volume quatre des Musicos et entame Les Sisters, dessinée par William Maury. Le Journal de Mickey prépublie la série — par la suite d'autres créations de Cazenove figurent au sommaire chaque semaine. La narration des Sisters s'inspire du quotidien des deux filles du dessinateur ; il diffuse d'abord leurs histoires sur son blog avant d'en faire une bande dessinée. L'œuvre remporte un grand succès : chaque album s'écoule à 180 000 exemplaires, ce qui en fait l'une des séries les plus vendues en France et, en 2018, elle fait l'objet d'une adaptation en dessin animé sur M6 et Télétoon+ ainsi que sur La Trois en Belgique en 2017.
Cazenove se lance dans le dessin en 2009 avec Éden, le globe trotteur, écrite par Benoît Du Peloux. Toujours en 2009 débute la série Les fondus de moto, co-scénarisée par Hervé Richez et mise en images par Bloz. Par ailleurs, il lance avec Jytery la série  Les héros navals, sur l'aéronautique, ainsi que Les Z'ailés avec Bérik.
En 2010 débute la série Chroniques d'un mangaka, dont Fairhid Zerriouh assure le dessin. L'idée initiale émane de Zerriouh, qui reçoit de nombreuses questions d'enfants sur son métier, pour mettre en scène le quotidien d'un auteur de bande dessinée, en l'espèce un mangaka. En parallèle, Cazenove participe à plusieurs albums de la série Les foot-maniacs avec Jenfèvre et Olivier Sulpice et dont le dessin est signé Olivier Saive. Il commence la série jeunesse  Les aventures de Gullia  avec Fred Vervisch (dessin) ainsi que Ma belle-mère et moi avec Olivier Wozniak.
À partir de 2011, aux côtés d'Hervé Richez, il co-scénarise Les fondus... et lance, avec William Maury, Les super Sisters. La même année paraît Tattoo Mania, que dessine Richard Di Martino. En 2012, avec Cosby, Cazenove réalise un premier album dans le genre animalier : Les insectes en bande dessinée et il initie également Les Petits Mythos, dessinée par Philippe Larbier, qu'il a rencontré au festival BD de Fabrègues. Cette série jeunesse, qui met en scène la mythologie grecque sous un angle humoristique à travers le personnage principal de Totor le minotaure, reflète l'intérêt ancien du scénariste pour ces mythes (elle est prépubliée dans Le Journal de Mickey). Sur le registre animalier, il collabore avec Hervé Richez pour écrire Cath et son chat (prépubliée dans Le Journal de Mickey). Cette même année, d'après La Nouvelle République du Centre-Ouest, les œuvres de Cazenove depuis le début de sa carrière totalisent quatre millions de volumes vendus, dont 564 000 pour l'année 2010, ce qui le classe au huitième rang des auteurs les plus diffusés en France.
En 2013, s'associant de nouveau à Jytery, Cazenove scénarise Les animaux marins en bande dessinée, série à la fois humoristique et didactique sur la fragilité du monde marin. Toujours avec Richez, dans la série Les fondus..., il écrit Les Fondus du vin. Pour Amouriq, il écrit Gladiatorus et, avec Philippe Fenech, la série jeunesse Mes Cop's, qui s'inspire de sa nièce adolescente.
En 2014, il co-écrit avec Karinka le premier volume de la série jeunesse The rolling floyd, dessinée par Zerriouh, et entreprend Soleil du soir : la gorge du tigre, co-scénarisé par Solange Cruveillé et illustrée par Fred Vervisch ; le récit met en scène une jeune fille en Chine au XIIe siècle, conte inspiré des légendes contenues dans la Taiping guangji.
En 2015, avec Hélène Beney, Cazenove poursuit les albums destinés à la jeunesse : Cléo, la petite pharaonne, fiction didactique sur l'enfance de Cléopâtre VII,. Il publie également L'anthologie des perles de l'administration avec Stédo et Bloz et commence la série d'aventure Hallow, dessinée par Ood Serrière, tout en publiant le premier volume du Livre de Piik avec Cécile, une autre série jeunesse. Toujours en 2015, il publie la narration d'humour Le petit Louis XIV, avec Peral au dessin.
En 2016, il co-scénarise avec Hervé Richez La guerre de 100 ans - 1337-1453, ouvrage comique dessiné par Peral, et il signe l'écriture d'un Triple Galop, mis en image par Benoît Du Peloux. Cette même année, lors du festival de bande dessinée à Brignais, le jury lui décerne le prix Bulle d'Or pour l'ensemble de ses œuvres destinées à la jeunesse.
Approché en 2015 par les éditions Dargaud, Cazenove reprend la série Boule et Bill : Bill est un gros rapporteur paraît en 2016, suivi en 2017 de Symphonie en Bill majeur et en 2018, Y a d'la promenade dans l'air (prépubliée dans Le Journal de Mickey), avec Jean Bastide au dessin. Ces albums atteignent des ventes proches de 180 000 exemplaires chacun.
Il reprend en 2017 une collaboration avec Cécile, qui dessine Les Amies de papier, une série co-écrite avec Ingrid Chabbert sous forme de BD épistolaire, ; un one shot sur les châteaux de la Loire paraît, avec Larbier au dessin, et Cazenove démarre la série humoristique Tizombi dont le dessin est assuré par William.
En parallèle à son métier, Cazenove participe à différents jurys, dont le Prix des Lecteurs du Journal de Mickey, et il intervient auprès d'associations et lors d'animations scolaires, comme à Martigues.

## Publications

### Albums de bande dessinée
Toutes ces séries sont parues aux éditions Bamboo.
- L'Auto école (scénario), avec André Amouriq (dessin)

1. Permis d'éconduire, 2004
2. Conduite accompagnée, 2005
3. Zéro de conduite, 2005
4. Formation accélérée, 2006
5. Auto et colles, 2007
6. Leçon de bonne conduite, 2008
7. Priorité maladroite, 2009
8. Panneau-rama, 2011

- Les Aventures de Gullia (scénario), avec Fred Vervisch (dessin)

1. Tome 1, 2010
2. Tome 2, 2010

- Basket Dunk (scénario), avec Arnaud Plumeri (scénario) et Mauricet (dessin)

1. Tome 1, 2005
2. Tome 2, 2006
3. Tome 3, 2006
4. Tome 4, 2007
5. Tome 5, 2008
6. Tome 6, 2009
7. Tome 7, 2010

- Casting Prod (scénario), avec Bloz (dessin)

1. Perte d'audition, 2006
2. Telle est réalité, 2006

- Eden le globe trotteur (scénario), avec Du Peloux (dessin)

1. Tome 1, 2009

- Les Fondus... (scénario), avec Hervé Richez (scénario), Saive (dessin), Bloz (dessin), Widenlocher (dessin), Pierre Seron (dessin), Richard Di Martino (dessin), Maltaite (dessin), Philippe Larbier (dessin), Serge Carrère (dessin), Stédo (dessin)

1. Les Fondus du portable, 2007
2. Les Fondus de la brocante, 2007
3. Les Fondus du bricolage, 2007
4. Les Fondus de la cuisine, 2008
5. Les Fondus de la pêche, 2008
6. Les Fondus du jardinage, 2008
7. Les Fondus de la glisse, 2008
8. Les Fondus de la moto, tome 1, 2009
9. Les Fondus de la moto, tome 2, 2010
10. Les Fondus du jeu, 2010
11. Les Fondus de la moto, tome 3, 2011
12. Les Fondus du vin de Bourgogne, 2013
13. Les Fondus de la bière, 2016

- Les Foot Maniacs (scénario), avec Jenfèvre (scénario), Sulpice (scénario) et Saive

1. Tome 8, 2010
2. Tome 9, 2011

- Les Gendarmes (scénario), avec Olivier Sulpice (scénario) et Jenfèvre (dessin)

1. Souriez, vous êtes flashés !, 2002
2. Un PV dans la mare !, 2003
3. Coffré surprise !, 2004
4. Permis cuit à point !, 2005
5. Un homme donneur !, 2006
6. Amendes à lire !, 2007
7. Ticket gagnant !, 2008
8. Tête à clic !, 2009
9. Gendarmes à feu !, 2010

- Ma Belle-mère et moi (scénario), avec Olivier Wozniak (dessin)

1. Tome 1, 2010
2. Tome 2, 2010

- Les Musicos (scénario), avec Erroc (scénario), Jenfèvre (scénario), Hervé Richez (scénario), Jean-Luc Garréra (scénario) et Michel Janvier (dessin)

1. Tome 4, 2008

- Les Pétanqueurs (scénario), avec Curd Ridel (dessin)

1. Fan de chichourle !, 2006
2. Oh, peuchère !, 2006
3. C'est le ouaï !, 2007
4. Le ciel, le cagnard et la mer, 2008

- Plan drague (scénario), avec Olivier Sulpice (scénario) et Jytéry (dessin)

1. Leçon no 1 : sois romantique, 2007
2. Leçon no 2 : exercice de mate, 2008

- Plan drague nouvelle génération (scénario), avec Maureen Wingrove (scénario) et Olivier Wozniak (dessin)

1. Love on the bit, 2007
2. Franche connexion, 2008

- Les Pompiers (scénario), avec Stédo (dessin)

1. Des gars des eaux, 2003
2. Hommes au foyer, 2003
3. Le feu de l'amour, 2004
4. Potes au feu, 2005
5. Hommes des casernes, 2006
6. Un homme et une flamme, 2007
7. Graine de héros, 2008
8. La ligue des sapeurs-héros, 2008
9. Feu à volonté, 2009
10. Lance à incident, 2010
11. Flammes au volant (2011)
12. Pilier de barre (2012)
13. Feu de tout bois (2013)
14. Flammes and Co (2014)
15. Tonnerre de braise (2015)
16. Feux départ (2016)
17. Les preuves du feu (2017)
  - Les Pompiers : Le Bêtisier des véritables interventions (2013)
  - Hors-Série : Les Pompiers à travers les âges (2014)

- Les Prédictions de Nostra (scénario), avec André Amouriq (dessin)

1. L'as des astres, 2002
2. Signes désastrologiques, 2003
3. Nostra perd la boule, 2004

- Les Sisters (scénario), avec William (dessin)
- t. 1, Un air de famille, Bamboo Édition, 2008.  (ISBN 9782350784953)
- t. 2, À la mode de chez nous, Bamboo Édition, 2008.  (ISBN 9782350785493)
- t. 3, C'est elle qu'a commencé, Bamboo Édition, 2009.  (ISBN 9782350786568)
- t. 4, C'est nikol crème !, Bamboo Édition, 2009.  (ISBN 9782350787824)
- t. 5, Quelle chouchoute !, Bamboo Édition, 2010.  (ISBN 9782818901625)
- t. 6, Un namour de Sister, Bamboo Édition, 2011.  (ISBN 9782818907900)
- t. 7, Mon coup d'soleil, c'est toi !, Bamboo Édition, 2012.  (ISBN 9782818922026)
- t. 8, Tout pour lui plaire !, Bamboo Édition, 2013.  (ISBN 9782818925324)
- t. 9, Toujours dans les pattes !, Bamboo Édition, 2014.  (ISBN 9782818932056)
- t. 10, Survitaminées !, Bamboo Édition, 2015.  (ISBN 9782818934487)
- t. 11, C'est dans sa nature !, Bamboo Édition, 2016.  (ISBN 9782818940372)
- t. 12, Attention tornade, Bamboo Édition, 2017.  (ISBN 9782818943502)
- t. 13,  Kro d'la chance !, Bamboo Édition, 2018.  (ISBN 9782818947173)
- t. 14, Juré, Craché, menti !, Bamboo Édition, 2019. (ISBN 9782818967362)
- t. 15, Fallait pas me chercher !, Bamboo Édition, 2020. (ISBN 9782818976791)
- t. 16, Cap' ou pas Cap' ?, Bamboo Édition, 2021. (ISBN 9782818984093)
- t. 17, Dans tes rêves !, Bamboo Édition, 2022. (ISBN 9782818994436)
- t. 18, Tu veux ma photo ?, Bamboo Édition, 2023.  (ISBN 9791041101283)
- t. 19, Ça déménage !, Bamboo Édition, 2024. (ISBN 9791041103355)

- Les Super Sisters (scénario), avec William (dessin)

1. Privées de laser, 2011
2. Super Sisters contre Super Clones, 2016.

- Tattoo Mania (scénario), avec Richard Di Martino (dessin)

1. Tome 1, 2011
2. Tome 2, 2013

- Zone 51 (scénario), avec Olivier Wozniak (dessin)

1. Roswell attitude, 2004
2. La fête à l'Alien, 2005

- Cléo (scénario), avec Hélène Beney (scénario) et Richard Di Martino (dessin)

1. La petite Pharaonne, 2015
2. L'atout d'une grande, 2016

- Gladiatorus (scénario), avec Amouriq (dessin)

1. Avé tous les massacrer!, 2013
2. Alea jacta ouste, 2014

- Le Livre de Piik (scénario), dessin de Cécile, couleurs de Sandrine Cordurié

1. Le Secret de Sallertaine, 2015  (ISBN 978-2-8189-3233-9)
2. Le Sortilège de Flore, 2016  (ISBN 978-2-8189-3357-2)
3. Le Serment du bourreau, 2017  (ISBN 978-2-8189-4153-9)

- Les Amies de papier, scénario avec Ingrid Chabbert, dessin de Cécile, couleurs de Sandrine Cordurié

1. Le Cadeau de nos 11 ans, 2017  (ISBN 978-2-8189-3612-2)
2. 12 printemps, 2 étés, 2018  (ISBN 978-2-81894-419-6)
3. Treize Envies de te revoir[24], 2019  (ISBN 978-2-8189-4419-6).

- Les Petits Mythos (scénario), dessin de Philippe Larbier

1. Foudre à gratter, janvier 2012
2. Le Grand Icare, août 2012
3. Les Titans sont durs, janvier 2014
4. Poséidon d'avril, août 2014
5. Détente aux enfers, avril 2015
6. Les Dessous de l'Odyssée, mars 2016
7. Les Raclés d'Héraclès, octobre 2016
8. Centaure Parc, novembre 2017[28]
9. Les Râteaux de la Méduse, septembre 2018[29]
10. Vainqueur par Chaos , octobre 2019
11. Crète Party, octobre 2020
12. Hermès Conditionné, septembre 2021

- Amy pour la vie, scénario avec Jérôme Derache, dessin de Cécile, couleurs de Annelise Sauvêtre, mai 2022  (ISBN 978-2-8189-8372-0)

Sauf :
- Tam & Goshi (scénario), avec Patrick Larme chez MPF éditions

1. Doki-Toys, 2007

- Les Z'ailés (scénario), avec Bérik chez Zéphyr Editions

1. Contact, 2009
2. Arrêt au cluc, 2010

- Chroniques d'un mangaka (scénario), avec Fairhid Zerriouh chez Cleopas éditions

1. Tome 1, 2010
2. Tome 2, 2011
3. Tome 3, 2013

### Échec épâte
- 1. Un pion c'est tout[30],[31] !, Bamboo, Charnay-lès-Mâcon, 28 avril 2021
Scénario : Christophe Cazenove - Dessin : Mic, Val - Couleurs : Alexandre Amouriq, Mirabelle -  (ISBN 978-2-8189-8005-7),Inclus un cahier pédagogique de 6 pages. Réédition en 2023, coll. « Top humour (2023) »  (ISBN 978-2-8189-9960-8).
- 2. Trot c'est trop[32],[33] !, Bamboo, Charnay-lès-Mâcon, 10 janvier 2022
Scénario : Christophe Cazenove - Dessin : Mic, Val - Couleurs : Alexandre Amouriq -  (ISBN 978-2-8189-8910-4)